# Neil Postman
Neil Postman (født 8. marts 1931, død 5. oktober 2003) var en amerikansk forfatter, underviser, medieteoretiker og kulturkritiker.
I Danmark er han måske mest kendt for sin bog Amusing ourselves to death (1985), der udkom i en dansk oversættelse i 2023 under titlen Vi morer os ihjel med forord af Lea Korsgaard. Hans forfatterskab talte i alt 20 udgivelser.
Postman undgik digital teknologi og var kritisk overfor brug af teknologi, såsom personlige computere i skolen. 

## Vi morer os ihjel
Et af Postmands mest betydningsfulde værker er Amusing Ourselves to Death: Public Discourse in the Age of Show Business på dansk Vi morer os ihjel. Offentlig samtale i underholdningens tidsalder . Her argumenterede Postman for, at vi ved at udtrykke ideer gennem visuelle billeder reducerer vores kultur, viden, samfundsdebat og andre seriøse emner til underholdning. Han var bekymret for, at kulturen ville falde, hvis folket blev et publikum og deres offentlige anliggender en "vaudeville-akt". Han argumenterede også for, at tv ødelægger den "seriøse og rationelle offentlige samtale", som blev opretholdt i århundreder af trykpressen . I stedet for en samfundsudvikling som den George Orwell beskriver i 1984, hvor censur og undertrykkelse udøves på samfundet, hævdede han, at det er vores egen trang til at blive underholdt, der vil udfordre vores viden, samtale og samfund. Hans afsæt for denne udvikling findes også tidligere i fx Aldous Huxleys Brave New World .

## Eksterne links
- Neil Postmans tidligere hjemmeside (Hentet fra Waybackmachine 2005)
- Oversigt over Postmans artikler og udgivelser (Hentet fra Waybackmachine 2010)
- Neil Postman, Defender of the world, The Free Library (2003)